# James Hamilton (7e comte d'Abercorn)
Pour les articles homonymes, voir James Hamilton et Hamilton.
James Hamilton (22 mars 1686 - 11 janvier 1744) est un noble et un pair écossais et irlandais. Scientifique amateur et musicien, il publie un livre sur le magnétisme en 1729 et un traité sur l'harmonie musicale en 1730, qui est ensuite repris et réédité par son professeur, Johann Christoph Pepusch.

## Biographie
Il est né le 22 mars 1686, fils de James Hamilton (6e comte d'Abercorn) et de son épouse Elizabeth Reading. Son frère aîné Robert est baptisé le 12 juillet 1687, mais meurt peu après, ce qui fait de James l'héritier présomptif, avec le titre de « Lord Paisley », quand son père devient 6e comte de Abercorn en 1701 .
Scientifique, Hamilton devient membre de la Royal Society le 10 novembre 1715 et publie en 1729 Calculs and Tables on Attractive of Lodestones, un livre sur le magnétisme.
Franc-maçon, il est grand maître de la Grande Loge d'Angleterre en 1725-1726.
Lord Paisley étudie également la musique avec Johann Christoph Pepusch et, en 1730, publie «Un bref traité d'harmonie», apparemment sans l'assentiment de Pepusch, et traitant le sujet de manière à nuire à sa réputation. Cependant, la rupture entre eux est apparemment corrigée, alors que Pepusch rend visite à Paisley, à son siège de Witham (Essex) en 1733, et recouvre sa réputation en publiant une nouvelle édition du traité, révisée et améliorée.
Hamilton devient, à la mort de son père en 1734, septième comte d'Abercorn. Il est nommé conseiller privé en Grande-Bretagne le 20 juillet 1738 et conseiller privé en Irlande le 26 septembre 1739. Le 17 octobre 1739, George II publie une charte royale pour créer le premier orphelinat pour enfants abandonnés du pays, le Foundling Hospital, dont Abercorn est gouverneur fondateur.
Hamilton est décédé le 11 janvier 1744 à Cavendish Square et est inhumé cinq jours plus tard avec son père dans le caveau d'Ormonde de la chapelle Henry VII de l'abbaye de Westminster.

## Famille
En avril 1711, il épouse Anne Plumer (1690-1776), fille du colonel John Plumer de Ware, dans le Hertfordshire et ont six fils et une fille :
- James Hamilton (8e comte d'Abercorn) (1712-1789)
- John Hamilton (v. 1714-1755)
- William Hamilton, mort jeune
- George Hamilton (chanoine) (en) (11 août 1718 - 26 novembre 1787), chanoine de Windsor, épouse Elizabeth Onslow (décédée en 1800)
- Plumier Hamilton, mort jeune
- William Hamilton (18 février 1721 - 4 octobre 1744), perdu dans le naufrage du HMS Victory
- Anne Hamilton (12 juin 1715 - 14 décembre 1792), mariée le 16 août 1746 à Henry Mackworth, 6e baronnet,